# Peter Keetman
Peter Keetman (Elberfeld, 1916 - Marquartstein, 2005) foi um fotógrafo alemão. Foi um dos representantes principais da fotografia subjetiva e membro do grupo Fotoform que exerceu grande influência durante a postguerra da Segunda Guerra Mundial.

## Biografia
Aprendeu fotografia sendo muito jovem já que seu pai era um grande aficionado a ela. Com dezoito anos decidiu estudar na Escola de fotografia do Estado de Baviera de Munique e com vinte e um aprovou o exame de aprendiz. A seguir começou a trabalhar em Duisburgo com o fotógrafo Gertrud Hesse durante dois anos e pouco depois dedicou-se à fotografia industrial, trabalhando para a empresa C.H. Schmeck em Aquisgrán Durante a segunda guerra mundial foi ferido gravemente e deixou de trabalhar.
Apesar de isso decidiu continuar estudando para dar aulas na escola de fotografia de Munique e depois com o fotógrafo Adolf Lazi em Stuttgart.

## Membro do grupo Fotoform
Em 1949 converte-se em membro fundador de Fotoform junto a Otto Steinert, Siegfried Lauterwasser e Toni Schneiders entre outros, sendo um de seus membros mais activos, em 1950 expôs na primeira Photokina. Sua obra mais conhecida no plano internacional é uma colecção de fotos de tipo experimental e chama-se "Gotas irisadas de água".
Entre os prêmios que tem recebido se encontram:
- 1981, Medalha David Octavius Hill.
- 1991, Prêmio de cultura da associação alemã de fotografia.